# Maud Vanhauwaert
Maud Vanhauwaert (Veurne, 15 januari 1984) is een Belgisch schrijver, dichter en performer. Vanhauwaert publiceerde verschillende poëziebundels, publicaties en een roman. Daarnaast maakte ze diverse theatervoorstellingen, waaronder 'Het is de moeite' en 'Mijn punt is eigenlijk', en poëzie-installaties, met veel aandacht voor vorm. 

## Biografie
Maud Vanhauwaert was leerling van het college van Veurne en volgde de opleidingen Woordkunst en Taal- en Letterkunde. Ze studeerde af aan de Universiteit Antwerpen in Taal- en Letterkunde met een master Meertalige Professionele Communicatie. Daarnaast behaalde ze ook een masterdiploma Woordkunst aan het Koninklijk Conservatorium Antwerpen.
In 2012 eindigde Vanhauwaert als finalist van het Wereldkampioenschap Poetry slam en in 2014 zat ze in de finale van het Leids Cabaret Festival. In 2013 won ze het Groot Dictee der Nederlandse Taal bij de prominenten. In het tv-programma Iedereen beroemd sloot ze een tijdlang wekelijks het programma af met een gedicht. In 2018 en 2019 was ze stadsdichteres van Antwerpen. Op 1 september 2018 werd ze de eerste vrouwelijke ereburger van haar geboortestad Veurne. In academiejaar 2023–2024 was ze de huisdichter van de KU Leuven.
Vanhauwaert geeft zelf les aan de opleiding Woordkunst in het Koninklijk Conservatorium Antwerpen en aan de Universiteit Antwerpen. Door de Orde van de Prince werd ze in 2024 uitgeroepen tot beste Woordkunstenaar van het Nederlandse taalgebied. Twee keer per week schrijft ze een cursiefje voor de voorpagina van de krant De Morgen en als 'artistiek eileider' van de Paddegragt organiseert ze in Antwerpen culturele evenementen.

## Prijzen
- Voor haar PUBLICATIES
  - Voor Ik ben mogelijk : Vrouw Debuut Prijs (2011)
  - Voor Wij zijn evenwijdig_:  Herman de Coninckprijs - Publieksprijs (2015) en Hugues C. Pernath-prijs (2025)
  - Voor Het stad in mij: Jan Campert-prijs (2020)
  - Voor Tosca
    - Hebban Debuutprijs (2024)
    - Henry van de Velde Award voor Grafische Vormgeving (2024)
    - Best Verzorgde Boeken 2023
    - Shortlist Libris Literatuurprijs (2024)
- Voor haar PERFORMANCES
  - Winnaar Frappant TXT wedstrijd (2012)
  - Finalist Wereldkampioenschap Poetry Slam Parijs (2012)
  - Finalist Leids Cabaret Festival (2014)
  - Prijs van de Prince - Beste Woordkunstenaar Nederlandse Taalgebied (2024)